# Rendo
Rendo é uma povoação portuguesa sede da Freguesia de Rendo do Município de Sabugal, freguesia com 22,40 km² de área e 212 habitantes (censo de 2021), tendo, por isso, uma densidade populacional de 9,5 hab./km².
É uma das zonas do município mais preservadas dos incêndios, muito devido ao esforço da sua população. Por essa razão conserva extensas matas de carvalhos e castanheiros. A freguesia é constituída pelas seguintes localidades: Rendo, Pouca Farinha, Cardeal e Quinta do Costa.
Situada na margem do rio Côa possui excelentes características para a pesca de rio interior, sendo a pesca à truta a que mais entusiasmo provoca. A fauna é muito variada existindo lontras, cabras, raposas, lobos, e uma diversidade enorme de aves selvagens.
A arquitetura típica das regiões graníticas da Beira interior existe em abundância na aldeia, sendo muitos os exemplos de casas e palheiros completamente em pedra.

## Demografia
A população registada nos censos foi:
| Distribuição da População por Grupos Etários | Distribuição da População por Grupos Etários | Distribuição da População por Grupos Etários | Distribuição da População por Grupos Etários | Distribuição da População por Grupos Etários |
| -------------------------------------------- | -------------------------------------------- | -------------------------------------------- | -------------------------------------------- | -------------------------------------------- |
| Ano                                          | 0-14 Anos                                    | 15-24 Anos                                   | 25-64 Anos                                   | > 65 Anos                                    |
| 2001                                         | 36                                           | 31                                           | 144                                          | 131                                          |
| 2011                                         | 24                                           | 24                                           | 129                                          | 101                                          |
| 2021                                         | 13                                           | 26                                           | 102                                          | 71                                           |

## Património
- Igrejas de Santo António e de São Miguel
- Ermida do Divino Espírito Santo
- Capela de Santa Bárbara
- Moinhos de água
- Fontes
- Forno comunitário
- Vestígios arqueológicos castrejos
- Açude

## Gastronomia
A gastronomia da região tem como produtos principais os excelentes enchidos e queijos, sendo muito à base de carne e produtos da terra.

## Festividades
Entre as principais festividades destacam-se a festa de São Miguel (1º Domingo de Junho), a festa de São Sebastião (20 de janeiro) a festa do Espírito Santo (3º Domingo de agosto) e a festa de Santa Bárbara (2º Domingo de agosto na sede de freguesia no Cardeal). Conta ainda com as festas de Nª Senhora da Torre no dia 15 de agosto.